# Roussillon (ferry)
Pour les articles homonymes, voir Roussillon.
Le Roussillon est un ferry ayant appartenu à la Société nationale maritime Corse-Méditerranée (SNCM). Construit par les chantiers Wärtsilä de Turku de 1964 à 1966 pour la compagnie suédoise Lion Ferry, il portait à l'origine le nom de Prins Hamlet. Mis en service en mai 1966 entre l'Allemagne de l'Ouest et le Royaume-Uni, il est ensuite revendu en 1969 à la compagnie allemande Prinzen Line qui l'utilise sur le même axe sous le nom de Prinz Hamlet. Cédé en 1970 à la Compagnie générale transméditerranéenne, il est exploité à compter de mars 1971 sur les lignes entre le continent français, la Corse, l'Algérie et la Tunisie sous le nom de Roussillon. Transféré à la SNCM en 1976, il est par la suite exclusivement dévolu aux lignes entre la France et l'Afrique du Nord jusqu'à son retrait en 1980. Revendu en Grèce, il est renommé Kamiros et affecté aux lignes de la compagnie Dane Sea Lines en mer Égée entre Le Pirée et les Cyclades avant d'être cédé en 1997 à la société Ascot Seatrade qui l'exploitera quelques mois entre la Grèce et l'Italie sous le nom de Thessaloniki. Désarmé en octobre 1997, il sera acquis en 2000 par la société New Marathon mais demeurera immobilisé jusqu'à sa vente à la démolition en 2002.

## Histoire

### Origines et construction
Le Prins Hamlet est le troisième d'une série de quatre navires jumeaux construits entre 1964 et 1968. Les deux premiers navires sont mis en service pour la compagnie finlandaise Finnlines, tandis que les deux autres sont livrés à deux armateurs différents. La construction du Prins Hamlet débute en 1964, le navire est lancé le 17 décembre 1965 et livré à son armateur, la compagnie suédoise Lion Ferry, le 14 mai 1966.

### Service
Le Prins Hamlet est présenté au public à Stockholm, le 15 mai 1966. Le lendemain, le navire appareille pour un voyage de présentation à destination de Copenhague, puis retourne à Stockholm le 18 mai pour de nouveau prendre la mer pour une seconde mini-croisière qui le mène cette fois à Mariehamn. Le voyage s'achève par le retour du navire à Norrköping. Le retour en Suède est cependant marqué par un incident mineur, alors que le ferry navigue dans la baie de Bråviken, les vagues provoquées par son déplacement endommagent des bateaux de plaisance situés à proximité. Le 22 mai, le navire est une nouvelle fois présenté à Halmstad puis appareille dans la soirée pour rejoindre Bremerhaven. 
Le Prins Hamlet commence son exploitation commerciale le 23 mai 1966 entre Bremerhaven et Harwich. En novembre, le navire entre en arrêt technique à Göteborg et plusieurs travaux sont réalisés à bord, notamment l'ajout d'une piscine à l'arrière.
Durant l'automne 1967, deux croisières sont organisées à bord du navire dans les Caraïbes, une troisième sera effectuée en décembre.

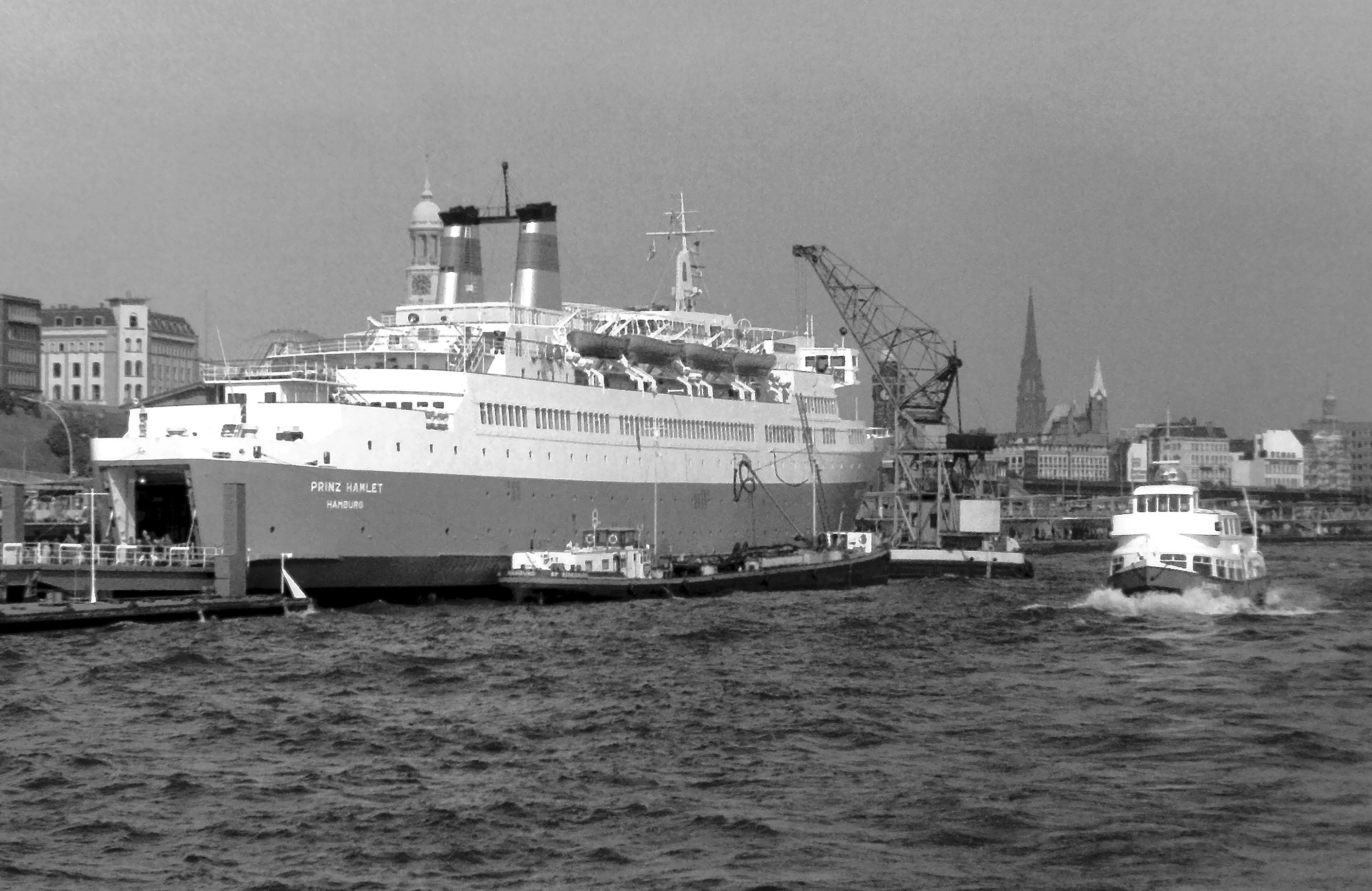
Le Prinz Hamlet à Hambourg en 1969.

De janvier à mai 1968, le navire est affrété par la société American International Travel Service (AITS) qui l'exploite entre le Portugal et le Brésil. En mai, le Prins Hamlet reprend ses traversées entre l'Allemagne et le Royaume-Uni. Il sera de nouveau affrété par AITS en septembre.
Le 22 mai 1969, le navire achève son dernier voyage en provenance de Rio de Janeiro, il est ensuite désarmé aux St. Pauli-Landungsbrücken. Le 29 mai, il est vendu à la compagnie allemande Hafendampschiffart qui le rebaptise Prinz Hamlet et l'exploite sur la ligne Hambourg - Harwich sous les couleurs de Prinzen Line.
Le 6 juin 1970, le Prinz Hamlet est vendu à la Compagnie générale transméditerranéenne. Le 27 novembre, la CGTM prend livraison du navire à Hambourg. Il quitte le port allemand pour Marseille le 29 suivant via Anvers (en escale entre le 29 après-midi et le 1er décembre) et Alger (escale du 5 décembre à 22h15 au lendemain, 12h00). C’est le 7 décembre, à 11h30, que la nouvelle unité de la CGTM accoste à Marseille, sous les ordres du commandant Bosc Bierne. Le navire subit quelques travaux de transformation entre décembre et mars et passe en carénage, à Marseille, du 17 au 26 février 1971. Le but de ses travaux est d’atteindre une capacité de 1 200 passagers, en installant notamment 464 fauteuils pullman. Le navire, renommé Roussillon, est destiné à assurer le trafic vers la Corse en période estivale et vers l’Algérie et la Tunisie le reste de l’année. À son entrée en service, en remplacement du paquebot Méditerranée, le Roussillon est le navire le plus important de la flotte de la CGTM par son tonnage. Il correspond à une demande d’une partie de la clientèle qui souhaitait plus de confort et de luxe dans les prestations. Il va être ainsi surnommé le «Mistral Corse» par analogie au train de luxe de la SNCF.
Le 7 mars 1971 à 10h38 le Roussillon appareille pour son premier voyage, à destination de Tunis. Le 15 mars, le navire est présenté et inauguré officiellement à Marseille de 17h30 à 20h00. Le 4 avril à 19h00, le Roussillon arrive pour la première fois en Corse, à Ajaccio. Le navire, au grand pavois et arborant à la proue le pavillon sang et or, est accueilli au son de la Marche consulaire. Le 6 avril le Roussillon, avec à son bord de nombreux journalistes invités, accoste pour la première fois à Bastia à 6h44, où il est de nouveau présenté. La venue du navire donne l’occasion d’une émission radio de RMC sur la Place Saint-Nicolas en présence de personnalités telles que Tino Rossi, qui brisera la bouteille de champagne sur la coque du navire, l’animateur de radio Jean-Pierre Foucault ou Séverine, gagnante de l'édition 1971 du Concours de l’Eurovision.
Durant l’arrêt technique du 1er au 25 juin, 12 éléments de cardeck sont installés dans la partie bâbord du garage, ce qui augmente la capacité de 55 voitures. Durant la saison estivale, le Roussillon alterne entre la Corse et l’Algérie. Il s’acquiert une bonne réputation auprès de la clientèle de 1re classe, grâce à son confort et aux distractions offertes.
Au mois de novembre 1973, le Roussillon est spécialement affrété par le Roi du Maroc, Hassan II. Le navire quitte Ajaccio le 24 novembre en début d’après-midi pour Tanger, qu’il touche le 26 à 8h35. Le Roi, sa suite et sa garde, soit 300 personnes, embarquent rapidement. Il s’ajoute plusieurs tonnes de bagages ainsi que 6 voitures particulières, 4 camions et 2 fûts de 200 litres de kérosène. Après un premier essai infructueux, une Alouette III de la Gendarmerie royale marocaine réussit à apponter sur le dôme. À 10h00, le navire appareille pour Alger avec un service de garde et de veille permanents à bord et sous escorte d’hélicoptères. Une fois le détroit de Gibraltar franchi, deux destroyers, l’un espagnol et l’autre américain, se positionnent de part et d’autre du Roussillon. Durant toute l’escale à Alger, qui dure deux jours, la coque est en permanence inspectée par des plongeurs démineurs, alors que l’équipage est consigné. Le retour à Tanger a lieu le 29 vers 18h00. Un buffet d’adieu est organisé par le bord ; à cette occasion sa Majesté décore le commandant et ses quatre chefs de service. Le navire ne peut quitter le port de Tanger que le lendemain à 7h00 après que l’hélicoptère ait pu décoller. Il arrive le 2 décembre à Nice et reprend alors son service régulier.
Le 14 février 1974, entre Tunis et Marseille, par vent de nord-ouest force 9/10 et mer très grosse, le Roussillon reçoit à 11h25 un appel d’aide urgent du navire norvégien Flower Bay se trouvant à 15 milles au nord de l’île de La Galite et signalant se trouver hors d’état de gouverner et avoir perdu deux hommes à la mer. Le car-ferry fait donc immédiatement route vers le navire en difficulté, alors qu’un remorqueur, l’Oristano, fait de même depuis Cagliari. À bord, toutes les dispositions sont prises en vue d’un éventuel sauvetage : une embarcation est parée de chaque bord, ainsi que des radeaux pneumatiques, des échelles, des filets et des bouées couronnes. À 16h00, le contact visuel est établi et le Flower Bay demande au Roussillon de rester jusqu’à l’arrivée du remorqueur. Il est gouverné en parallèle au navire en difficulté, face à la lame, mais en raison d’une vitesse insuffisante, le Roussillon subit de très violents coups de roulis. À partir de 18h00, de nombreux contacts radio sont établis avec l’Oristano et le rôle du Roussillon est alors de guider le remorqueur italien. Enfin, à minuit, celui-ci est en vue et au contact du Flower Bay une demi-heure plus tard. Le Roussillon peut alors reprendre sa route.
Durant l’arrêt technique du 18 octobre 1974 au 22 mars 1975, le navire est transformé afin d’améliorer le ratio voiture/passager. Pour cela, les cabines tribord au niveau des ponts garage sont supprimées et remplacées par des cardecks symétriques à bâbord. Les cabines équipage qui étaient dans la même zone sont déplacées à l’arrière du pont principal, à la place de cabines passagers. La nouvelle structure du garage est tout à fait satisfaisante, tant par sa capacité, portée à 220 voitures, que par ses facilités d’utilisation. Afin de récupérer une part des places perdues, un certain nombre de fauteuils pullmann sont installés sur une partie du bar avant. Le système de restauration devient identique à celui de l’Île de Beauté. Par ailleurs, le bar de la classe économique est installé dans la brasserie. Enfin, cet arrêt technique est également mis à profit pour installer des quilles anti roulis. Depuis sa mise en service, le navire a souffert de l’absence de stabilisateurs ; ce qui a occasionné des retards par mauvais temps, surtout sur l’Afrique du nord, et fait souvent choisir aux commandants des routes plus longues mais plus sécurisantes et confortables.
Le 16 mars 1976, le Roussillon est transféré à la Société nationale maritime Corse-Méditerranée (SNCM), nouvelle entité succédant à la CGTM.
En 1978, il apparaît que le navire est n'est plus adapté à la tendance du marché des lignes du Maghreb. De plus, la SNCM doit faire face à une concurrence de mieux en mieux armée, notamment avec le récent Habib de la Compagnie tunisienne de navigation mis en service cette année là. Il en est conclu que le Roussillon doit être remplacé par une unité plus performante dans les plus brefs délais.
Le 4 juillet 1979, à 22h45, par vent est-nord-est force 6, des fusées de détresse provenant d’un navire à 5 milles sur tribord sont aperçues. Le Roussillon fait route immédiatement vers un cargo en détresse et se trouve sur les lieux à 23h15. Il s’agit du Messinia II, battant pavillon grec. Son commandant informe qu’il va abandonner le navire, celui-ci ayant une voie d’eau dans la machine. Peu après, une embarcation est mise à l’eau avec à son bord 13 hommes. Ceux-ci sont sauvés au bout d’une demi-heure, après que le Roussillon ait dû manœuvrer avec difficulté en raison de la houle et de la proximité du cargo désemparé. Pendant ce temps là, le commandant évacuait le bord avec les trois derniers hommes d’équipage sur un radeau de servitude. Ils sont recueillis à 00h40. Le Roussillon peut alors de nouveau faire route vers Marseille, non sans avoir auparavant envoyé un message d’urgence au sujet de l’épave du cargo, non éclairée et dangereuse pour la navigation. 
Dans la nuit du 28 au 29 septembre entre Marseille et Tunis à 4h30, le Roussillon recueille quatre naufragés se trouvant à bord d’un radeau de survie. Ces naufragés dérivaient depuis le 24 septembre à la suite de la perte du voilier Rigil Kent, à environ 45 milles au sud de Porquerolles. Réconfortés et soignés à bord, les quatre naufragés ont été amenés jusqu’à Tunis.
Cédé le 4 janvier 1980 à l'armateur grec Dodekanisiaki Shipping Company, le Roussillon effectue son dernier voyage pour le compte de la SNCM le 27 février en quittant Marseille pour Tunis à 10h00. Il est ensuite affrété sur place par la Compagnie tunisienne de navigation pour quatre voyages entre Tunis et Gênes. À l’issue de son dernier voyage, le navire sort de la flotte le 4 mars. Initialement prévue pour le 28 mai, cette sortie de flotte est anticipée car la SNCM a reçu une offre d’achat immédiate à des conditions intéressantes. La vente du navire compense largement les inconvénients commerciaux occasionnés par le retrait momentané des lignes du Maghreb pendant la basse saison. Le Roussillon sera remplacé au sein de la flotte de la SNCM par le nouveau car-ferry Liberté.
Livré le 28 mars à son nouveau propriétaire, il quitte Marseille à 16h00 pour Le Pirée, avec à son bord des officiers de la SNCM, sous le nom de Kamiros. Arrivé en Grèce, le navire est ré-aménagé pour le transport de 1 200 passagers et 165 véhicules sur la ligne Le Pirée - Rhodes sous les couleurs de Dane Sea Lines.
Le car-ferry est revendu en 1997 à Ascot Seatrade qui l'exploite entre l'Italie et la Grèce sur la ligne Brindisi - Igoumenitsa - Patras sous le nom de Thessaloniki. Après moins d'un an de navigation sur cette ligne, le navire est désarmé à Éleusis en Grèce.
En 2000, le navire est vendu à New Marathon Co qui le renomme Queen Calliope mais le navire reste inexploité.
C'est finalement le 30 mai 2002, sous le nom d'Opi, qu'il reprend la mer pour aller s'échouer, le 1er juin, sur la plage d'Aliağa en Turquie pour sa démolition.

## Aménagements
Le Roussillon possédait 10 ponts. Ces ponts étaient désignés par des noms tels que « Pont principal » pour le pont 5. Les installations des passagers occupaient la totalité des ponts 7, 6 et 5 ainsi qu'une partie des ponts 9 et 2. L'équipage était pour sa part logé dans des cabines sur les ponts 3 et 4 dans un premier temps puis à l'arrière du pont 5 à partir de 1975. L'état-major avait ses quartiers à l'avant du pont 8. Les ponts 3 et 4 étaient quant à eux en partie consacrés au garage.

### Locaux communs
Au cours de son exploitation par Lion Ferry puis par Hafendampschiffart de 1966 à 1970, le navire disposait d'un vaste salon situé à la poupe au pont 6, une salle à manger aux dimensions voisines située à la proue, également au pont 6, et d'un bar situé au pont 7 à la proue. Le navire proposait également à ses passagers un casino et une bibliothèque au pont 6 et un cinéma au pont 7. Peu après sa mise en service, une piscine extérieure est ajoutée au pont 7.
Lorsque le navire est acquis par la CGTM en 1970, les aménagements intérieurs sont dans un premier temps conservés. En 1974 cependant, d'importantes transformations sont effectuées à bord afin d'adapter le navire au marché des lignes du Magrheb, le casino, la bibliothèque ainsi que le bar avant sont supprimés et remplacés par des salons fauteuils, la salle à manger devient une brasserie-bar de 108 places pour les passagers de la classe Économique et une nouvelle salle à manger de 184 places pour les passagers de la classe Cabine est ajoutée au pont 6 à la place du hall. Le cinéma et le salon arrière sont quant à eux conservés et intégrés aux locaux de la classe Cabine. 
La disposition des installations du navire pendant ses exploitations successives par Dane Sea Lines et Ascot Seatrade est inconnue mais il est probable qu'elles aient été modifiées.

### Cabines
Les cabines du navire étaient principalement situées sur le pont 5 mais également sur les ponts 3 et 4 au niveau du garage et sur le pont 7.
À la suite des travaux de 1975 effectués au cours de sa carrière sous pavillon français, le Roussillon proposait en classe Cabine huit suites de luxe à quatre places sur le pont 7 ainsi que 40 cabines extérieures et 28 cabines intérieures à quatre sur le pont 5. Toutes étaient équipés de sanitaires privés comprenant douche, WC et lavabo. Les transformations de 1975 ont aussi vu la suppression des cabines sur les ponts 3 et 4 en raison de l'agrandissement du garage.
Quelques couchettes étaient également proposées en classe Économique dans des compartiments à quatre avec lavabo situés à l'avant du pont 5.

## Caractéristiques
Le Roussillon mesurait 134,32 mètres de long pour 20,12 mètres de large, son tonnage était de 10 499 UMS. Sa propulsion était assurée par Deux moteurs 2 temps Diesel semi-rapides Sulzer 8RD56 développant une puissance de 14 000 chevaux et qui entrainait deux hélices à pales orientables KaMeWa faisant filer le navire à une vitesse de 20 nœuds. Le Prinz Hamlet possédait un garage pouvant contenir 140 véhicules répartis sur deux niveaux. En 1974, des transformations opérées à la demande de la CGTM au niveau du garage portent sa capacité de 140 à 260 véhicules puis de nouvelles transformations intervenant en 1980 à la suite du rachat du navire par Dodekanisiaki Shipping Company modifie de nouveau la capacité qui se porte à 165 véhicules. Le garage était accessible par deux portes rampes situées à la proue (à ouverture par vantaux, de 4 m de large et 4,50 m de hauteur) et à la poupe (4,20 m de large et 4,50 m de hauteur) du navire. La capacité passagers du ferry a également évoluée suivant les transformations, pouvant transporter 1 076 passagers dans sa configuration initiale, ce nombre est porté à 998 après les transformations de 1974 puis à 1 200 après celles de 1980. Le ferry disposait de huit embarcations de sauvetage de taille moyennes.

## Lignes desservies
Principalement en service sur la ligne Bremerhaven - Harwich, le Prins Hamlet a desservi en 1968 la ville brésilienne Recife au départ de Lisbonne au Portugal et a ensuite été exploité sur la ligne Halmstad - Copenhague en 1967 et 1968.
En 1969, le navire, alors exploité par Prinzen Line sous le nom de Prinz Hamlet, effectue la ligne Hambourg - Harwich.
À partir de 1971, le Prinz Hamlet, rebaptisé Roussillon pour le compte de la CGTM, est affecté à la desserte des lignes de la Corse en saison et de l'Afrique du Nord toute l'année (Marseille - Alger hors saison et Marseille - Tunis toute l'année). Lorsqu'il est transféré à la SNCM en 1976, le Roussillon navigue uniquement sur les lignes du Maghreb.
Vendu en 1980 à l'armateur grec Dodekanisiaki Shipping Company, le navire est renommé Kamiros et est exploité par Dane Sea Lines sur la ligne Le Pirée - Rhodes.
Sa dernière affectation remonte à 1997, où il effectue la ligne Brindisi - Igoumenitsa - Patras pour Ascot Seatrade sous le nom de Thessaloniki.